# شامل عبدالرحیمف
شامل عبدالرحیمف (انگلیسی: Shamil Abdurakhimov؛ زادهٔ ۲ سپتامبر ۱۹۸۱) ورزشکار هنرهای رزمی ترکیبی و کشتی‌گیر اهل روسیه است.